# Stor-Krokvattnet, Västerbotten
Stor-Krokvattnet är en sjö i Skellefteå kommun i Västerbotten och ingår i Sävaråns huvudavrinningsområde. Sjön har en area på 1,08 kvadratkilometer och ligger 249,1 meter över havet. Sjön avvattnas av vattendraget Norsån.

## Delavrinningsområde
Stor-Krokvattnet ingår i det delavrinningsområde (716174-169682) som SMHI kallar för Utloppet av Stor-Krokvattnet. Medelhöjden är 252 meter över havet och ytan är 3,64 kvadratkilometer. Det finns ett avrinningsområde uppströms, och räknas det in blir den ackumulerade arean 8,09 kvadratkilometer. Norsån som avvattnar avrinningsområdet har biflödesordning 2, vilket innebär att vattnet flödar genom totalt 2 vattendrag innan det når havet efter 102 kilometer. Avrinningsområdet består mestadels av skog (57 procent) och sankmarker (13 procent). Avrinningsområdet har 1,09 kvadratkilometer vattenytor vilket ger det en sjöprocent på 29,8 procent.